# Sheffield Giants
Gli Sheffield Giants sono una squadra di football americano di Sheffield, in Inghilterra, fondata nel 2008 come Sheffield Predators e ridenominata nel 2016. Hanno vinto un titolo di terza divisione (valido anche come Britbowl di categoria) nel 2012.

## Dettaglio stagioni

### Tornei nazionali

#### Campionato

##### BAFA NL Premiership
| Stagione | regular season | regular season | regular season | regular season | regular season | regular season | playoff | playoff | playoff | playoff | playoff | playoff   | playoff    |
|          | Vin            | Par            | Per            | Tot            | PF             | PS             | Vin     | Per     | Tot     | PF      | PS      | risultato | avversaria |
| -------- | -------------- | -------------- | -------------- | -------------- | -------------- | -------------- | ------- | ------- | ------- | ------- | ------- | --------- | ---------- |
| 2014     | 4              | 0              | 5              | 9              | 150            | 193            | -       | -       | -       | -       | -       | -         | -          |
| 2015     | 3              | 0              | 7              | 10             | 124            | 216            | -       | -       | -       | -       | -       | -         | -          |
| 2016     | 3              | 0              | 7              | 10             | 128            | 394            | -       | -       | -       | -       | -       | -         | -          |
| 2017     | 4              | 0              | 6              | 10             | 251            | 274            | -       | -       | -       | -       | -       | -         | -          |
| 2018     | 4              | 0              | 6              | 10             | 249            | 328            | -       | -       | -       | -       | -       | -         | -          |
| 2019     | 2              | 1              | 7              | 10             | 140            | 204            | -       | -       | -       | -       | -       | -         | -          |
| 2022     | 3              | 0              | 7              | 10             | 179            | 331            | -       | -       | -       | -       | -       | -         | -          |
| Totale   | 23             | 1              | 42             | 69             | 1221           | 1940           | -       | -       | -       | -       | -       |           |            |

Fonti: Enciclopedia del Football - A cura di Massimo Mezzetti

## Palmarès
- 1 BritBowl/Titolo britannico di 3º livello (2012)